# Euphorbia ocymoidea
Euphorbia ocymoidea är en törelväxtart som beskrevs av Carl von Linné. Euphorbia ocymoidea ingår i släktet törlar, och familjen törelväxter. Inga underarter finns listade i Catalogue of Life.